# 4202 Minitti
4202 Minitti è un asteroide della fascia principale. Scoperto nel 1985, presenta un'orbita caratterizzata da un semiasse maggiore pari a 3,0175858 UA e da un'eccentricità di 0,0889647, inclinata di 10,26269° rispetto all'eclittica.
L'asteroide è dedicato a Michelle Minitti, ricercatrice all'Arizona State University che ha identificato nuovi meccanismi per la formazione dell'ematite sulla superficie di Marte.